# Mayos de Navojoa
Los Mayos de Navojoa fue un equipo de béisbol profesional integrante de la Liga Mexicana del Pacífico (LMP), con sede en la ciudad de Navojoa, Sonora, México. Cuenta con 2 campeonatos en su historia en la liga, el último logrado en la temporada 1999-00. Los Mayos jugaban en el Estadio Manuel "Ciclón" Echeverría.
Los Mayos de Navojoa tienen su antecedente en la vieja Liga de la Costa del Pacífico, quienes ingresaron en la temporada 1950-51, participando en 8 temporadas donde consiguieron 3 subcampeonatos.
El 20 de mayo de 2025 se oficializó su mudanza a Tucson, Arizona. Terminando su participación en el circuito invernal tras 7 temporadas en la Liga de la Costa y 61 temporadas en la Liga Mexicana del Pacífico, concluyendo 75 años de historia.

## Historia

### Liga de la Costa del Pacífico
Los Mayos de Navojoa tienen su antecedente en 1950, en la vieja Liga de la Costa del Pacífico que se jugó entre 1945 y 1958 para llegar a 13 temporadas en total. Los Mayos ingresaron en la temporada 1950-51 y participando en 8 temporadas donde consiguieron 3 subcampeonatos.
Los Mayos tuvieron como casa el estadio Revolución durante, en el cual jugaron desde 1950 hasta 1969.

### Liga Mexicana del Pacífico
Para 1958 la liga cambia de nombre a Liga Invernal de Sonora y los equipos serían solo 4 de esta entidad, Naranjeros de Hermosillo, Ostioneros de Guaymas, Rojos de Ciudad Obregón y Rieleros de Empalme.
En la temporada 1959-60 el equipo de Yaquis de Ciudad Obregón se trasladó a la ciudad de Navojoa, regresando a la competencia el equipo de Mayos, pero para la siguiente campaña el equipo nuevamente regreso a Ciudad Obregón, dejando sin béisbol a la ciudad de Navojoa.
En 1962 nació la Liga tuvo una expansión de 4 a 6 equipos, ingresando el club de Mayos de Navojoa y Cañeros de Los Mochis.

## Títulos

### Títulos de Liga de la Costa del Pacífico
El equipo de Mayos ingreso a la vieja Liga de la Costa en 1950, participó en 8 temporadas de las cuales solo obtuvo 3 subcampeonatos.

#### Subcampeonato
| Temporada | Equipo Campeón                                    | Serie | Equipo Subcampeón                        | Mánager Campeón              |
| 1952-53   | Venados de Mazatlán                               | *     | Mayos de Navojoa                         | Guillermo Garibay            |
| 1953-54   | Venados de Mazatlán                               | *     | Mayos de Navojoa                         | Guillermo Garibay            |
| 1955-56   | Tacuarineros de Culiacán Naranjeros de Hermosillo | * 5-3 | Campeón del rol regular Mayos de Navojoa | Manuel Arroyo Hubbard Kittle |

Nota: El (*) significa que el Campeón se definió por la primera posición al final de temporada.

Nota: La temporada 1955-1956 tuvo dos campeones, Tacuarineros de Culiacán y Naranjeros de Hermosillo.

### Títulos de Liga Mexicana del Pacífico

#### 1978-1979: Al Fin … ¡¡¡Campeones!!!
El sueño largamente acariciado por más de 30 años y varias generaciones de aficionados, se convertía el 30 de enero de 1979, en una feliz y placentera realidad. Por ello inmediatamente después del cuarto triunfo de los Mayos sobre los Naranjeros en su propia casa del "Ciclón" Echeverría, los gritos de júbilo, bailes, cánticos y euforia generalizada fueron el contexto en que se inició la gran celebración. 
Al concluir el calendario regular de la temporada XXI los Mayos terminaron en segundo lugar de la zona sur a 2.5 juegos de distancia de Culiacán. Se pasó entonces al round-robin en ambas zonas ganando Hermosillo el de la norte y Navojoa el de la sur la serie por el campeonato sería entre los Mayos y Naranjeros.
El primer partido de la serie se realizó en el "Ciclón" Echeverría y fue un tremendo duelo de pitcheo entre Randy Nieman por Navojoa y Dave Rajsich por Hermosillo. A pesar de que Navojoa bateó 11 hits no pudieron anotar carreras al no poder vencer la férrea defensiva de un Héctor Espino en la inicial, de un Altar Green que le robó un jonrón a Carlos Rivera y de un Alex Treviño que también le hizo la gran atrapada a batazo Obradovich. Hasta la gran velocidad de Henderson funcionó de forma negativa, ya que en el primer inning, con el impulso del morenito se pasó de la tercera base siendo out y cancelando así la posibilidad de un rally. Finalmente fue Héctor Espino el que produjo la única carrera del partido dándole el primer triunfo a los de la capital.
Para el segundo día disfrutamos de una gran labor monticular del zurdo Ángel Moreno y hermético relevo de en Enrique "Huevito" Romo que actuaba como refuerzo para vencer a los Naranjeros por 5-1 y a su pitcher Mike Paul emparejando la serie.
Después del descanso obligatorio de la serie se trasladó a Hermosillo y con efectiva serpentina de Antonio Pollorena que admitió sólo 5 hits y retiró en riguroso orden a los últimos 17 naranjeros a los que se enfrentó, los Mayos pasaron al frente, contando también con oportuno bateo de Gary Hanckoc y Carlos Rivera. El pitcher derrotado fue Fulgham.
Para el cuarto encuentro Maximino León contuvo la artillería de los Mayos y los venció por 3-1 con tremendo bateo de Andrés Mora. La blanqueada se le escapó al aceptar cuadrangular de Ricky Henderson por el jardín derecho.
Para el quinto encuentro Randy Nieman iba sediento de venganza pretendiendo doblegar a los Naranjeros y a su oponente Dave Rajsich. Pero Cananea Reyes programó a Luis Fernando Guzmán quien no pudo con el paquete. Por su parte el zurdo Nieman lanzó en forma brillante y doblegó a Hermosillo por 4-1. El Cananea Reyes fue muy criticado por no haber puesto a lanzar de nuevo a Rajsich, aunque posteriormente se supo que se hizo el enfermo.
La gran serie regresó al "Ciclón" Echeverría con ventaja para los Mayos de tres juegos a dos. Sólo había que ganar uno y la corona sería para ellos. El estadio mostró un lleno hasta los topes. Había nerviosismo y tensión en las tribunas, pero también confianza fe y esperanza. Apareció entonces la figura de un hombre que será recordado para siempre en Navojoa el gigante eslavo JIM OBRADOVICH que se despachó con dos larguísimos y oportunos cuadrangulares sin respetar ni jerarquías ni la calidad del zurdo Mike Paul, para reforzar la gran labor del zurdo Ángel Moreno y darle a Navojoa, con un marcador de 4-1, la inmensa alegría de su PRIMER CAMPEONATO en la HISTORIA de los MAYOS.

#### 1999-2000: ¡¡¡Yo Si Le Voy ... Le Voy A Los Mayos!!!
Después de 21 años del acontecimiento anterior, la afición del Mayo volvió a vivir, ahora con mayor intensidad, la alegría de un campeonato. Bajo la dirección de Víctor cuevas, los Mayos lucharon siempre por alcanzar el título. Se convirtieron en un equipo contendiente, afanoso, incansable. Estuvieron por ello siempre en la pelea, particularmente en los últimos 10 años habiendo participando casi siempre en las series de postemporada y alcanzando en la década de los noventa tres subcampeonatos; primero perdieron ante Hermosillo en la campaña 91-92 por 1-4, luego ante los mismos Naranjeros en la 93-94 por 0-4 y el último en la 97-98 ante los Venados de Mazatlán por 3-4.
Pero los Mayos regresaron con la camiseta bien puesta, ávidos de borrar las historias tristes. Conformaron un equipo de hombres más que de nombres, pero desde el principio demostraron que tenían casta de campeón. Dominaron las dos vueltas en puntos, vencieron a los Cañeros 4-1, batallaron un poco con los Águilas 4-3 y tuvieron un cierre espectacular barriendo en cuatro juegos a los Naranjeros, sus antiguos verdugos.
Estas nuevas generaciones de aficionados no podrán olvidar a jugadores como Charles McBride, Curtis Pride, Morgan Burkhart, Ryan Christianson y Virgil Chevalier entre los extranjeros; la pos temporada de Héctor Castañeda, la dupla de relevistas integrada por Julio César Parra y David Sinohui, además de Mauricio Zazueta y la solidez defensiva que irradia Remigio Díaz.
Unida por el eslogan musical "¡Yo si le voy... le voy a los Mayos!" la gran afición de Navojoa se volcó en el "Ciclón" Echeverría donde se ofreció la temporada más exitosa de todos los tiempos. Llenos todos los días, un ambiente excepcional, novedades, promociones continuas, hasta la mascota "Layo el Pollo Mayo" aportaron el marco adecuado para que los jugadores dieron todo por su franela, lograron así el campeonato 1999-2000.
Cuando regresaron de Hermosillo después de la barrida final, el escenario de recepción se colmó con decenas de miles de aficionados, de Navojoa, Álamos, Etchojoa, Huatabampo y hasta de Cajeme. El tránsito por la ciudad fue bloqueado por más de seis horas, y la gran fiesta se prolongó toda la noche en un desfile multitudinario, espectacular y emotivo que culminó en su propio estadio, donde los héroes deportivos fueron vitoreados por un pueblo eufórico, feliz, orgulloso y satisfecho a plenitud. Esta hazaña trastocó la vida de los navojoenses ese 23 de enero del 2000 cuando los Mayos alcanzaron la gloria... El grato recuerdo será imperecedero.

#### Campeonatos
| Temporada | Equipo Campeón   | Serie | Equipo Subcampeón        | Mánager Campeón |
| 1978-79   | Mayos de Navojoa | 4-2   | Naranjeros de Hermosillo | Chuck Goggins   |
| 1999-00   | Mayos de Navojoa | 4-0   | Naranjeros de Hermosillo | Lorenzo Bundy   |

#### Subcampeonatos
Además de estos dos campeonatos, Mayos ha sido subcampeón en 10 ocasiones y es el equipo con más subcampeonatos en la historia de la liga mexicana del Pacífico 
| Temporada | Equipo Campeón           | Serie | Equipo Subcampeón | Mánager Campeón |
| 1972-73   | Yaquis de Ciudad Obregón | 4-1   | Mayos de Navojoa  | Dave García     |
| 1974-75   | Naranjeros de Hermosillo | 4-0   | Mayos de Navojoa  | Benjamín Reyes  |
| 1987-88   | Potros de Tijuana        | 4-0   | Mayos de Navojoa  | Jorge Fitch     |
| 1988-89   | Águilas de Mexicali      | 4-3   | Mayos de Navojoa  | Dave Machemer   |
| 1989-90   | Naranjeros de Hermosillo | 4-1   | Mayos de Navojoa  | Tim Johnson     |
| 1991-92   | Naranjeros de Hermosillo | 4-1   | Mayos de Navojoa  | Tim Johnson     |
| 1993-94   | Naranjeros de Hermosillo | 4-0   | Mayos de Navojoa  | Marvin Foley    |
| 1997-98   | Venados de Mazatlán      | 4-3   | Mayos de Navojoa  | Raúl Cano       |
| 2013-14   | Naranjeros de Hermosillo | 4-3   | Mayos de Navojoa  | Matías Carrillo |
| 2017-18   | Tomateros de Culiacán    | 4-3   | Mayos de Navojoa  | Benjamín Gil    |

## Jugadores

### Números retirados
| Número | Jugador                  | Nacionalidad |
| ------ | ------------------------ | ------------ |
| 25     | Héctor "Caballo" Heredia | mexicano     |
| 12     | José "Chico" Bojórquez   | mexicano     |

## Jugadores destacados

### Pitchers
- Manuel "Ciclón" Echeverría
- Jeff Fassero
- Bob Greenwood
- Mike Hampton
- Dyar Miller
- Ángel Moreno
- Randy Niemann
- José Peña
- Enrique Romo
- Fernando Valenzuela

### Infielders
- Morgan Burkhart
- Juan Gabriel Castro
- Archi Cianfrocco
- Luis Alfonso Cruz
- Ramón "Abulón" Hernández
- Whitey Herzog
- Aaron Holbert
- Mario Mendoza
- Kevin Millar
- Troy Neel
- Jorge Orta
- Óscar Robles
- Scott Thorman
- Kevin Youkilis

### Outfielders
- Ryan Christenson
- Rickey Henderson
- Brandon Jones
- Trot Nixon
- Curtis Pride
- Matt Stairs
- Randy Arozarena